# Tulu Demtu Terara
Tulu Demtu Terara – szczyt pochodzenia wulkanicznego w południowej Etiopii, na Wyżynie Abisyńskiej, w górach Bale, na płaskowyżu Sanetti Plateau. Wznosi się na wysokość 4377 m n.p.m.. Jest najwyższym wzniesieniem zarówno Balie, jak i całej południowo-wschodniej Wyżyny Abisyńskiej. Administracyjnie położony jest w regionie Oromia, w strefie Balie.
Góry Balie, a więc i Tulu Demtu Terara, zaczęły się wykształcać przed powstaniem doliny ryftowej Wielkich Rowów Afrykańskich, w wyniku wypływu lawy, która pokryła całą formację skały bazowej w okresie od 38 do 7 mln lat temu. Skałą budującą góry jest głównie trachit, ale także ryolit, bazalt, aglomerat i tuf wulkaniczny. Wierzchołek szczytu został znacznie zdenudowany na skutek powtarzających się zlodowaceń. Wystąpiły co najmniej dwa okresy lodowcowe. Podczas ostatniego zlodowacenia Balie były najbardziej zlodowaconym obszarem w Etiopii. Pokrywa lodowa wokół szczytu miała powierzchnię około 30 km², a jej grubość dochodziła do 3200 m.
U podnóża Tulu Demtu Terara przepływa rzeka Togona. Położony jest na obszarze Parku Narodowego Bale. Wznosi się ok. 27 km na południowy zachód od miasta Goba. Na sam wierzchołek szczytu prowadzi żwirowa droga z Goby, przecinająca cały Płaskowyż Sanetti, która jest jedną z najwyżej położonych w Afryce.
Na zboczach szczytu stwierdzono obecność łęczaka (Tringa glareola). Jest to miejsce jego zimowania lub odpoczynku podczas przelotu. Żyje do wysokości 4090 m n.p.m., co czyni jego zimowiska na Tulu Demtu Terara najwyżej położonymi w Etiopii tego gatunku. Roślinność z powodu dużej wysokości jest tu słabo zróżnicowana. Wyróżnić można występowanie Lobelia rhynchopetalum.